# برج مياه بريدة
برج مياه بريدة أو برج بريدة هو برج مياه يقع في شمال مدينة بريدة في منطقة القصيم. تم افتتاحة عام 1406هـ على بعد 5 كم من محطة التنقية بمساحة مقدارها 45000 م2. أشرفت على تنفيذه شركة «كمهو» الكورية بتكلفة تقدر بـ 69 مليون ريال واستغرق تنفيذه مدة أربع سنوات، وتبلغ سعة الخزان 8000 م3 ، حيث يمثل حوالي %60 من حجم الخزان الكلي، ويرتفع 66 متراً عن سطح الأرض. وتبلغ قاعدة البرج الخرسانية 80 مترا، تزن الخرسانة 25000 خمسة وعشرين ألف طن.

## تصميمه
صمم البرج لتوازن الضغط في شبكات مياه بريدة، ومستوى حجم الماء بخزان البرج يمكن التحكم به عبر إشارة هاتفية لاسلكية من مركز التحكم والمراقبة بمحطة التنقية ويوجد جهاز إنذار عند وصول المياه للحد الأدنى والأقصى. يشبه البناء الأساسي شكل الكرة الأرضية والقطر الداخلي طوله 42 متراً ويحتوي على خزان مياه يبلغ حجمه الكلي 8000 متراً مكعباً ضمن دورة تشغيل الضغط المعتاد.

### الأدوار
- الدور الأول: على ارتفاع 32 متراً تقريباً بداية التكرير للبرج وهو دور مخصص للصمامات ويحتوي على خطوط نقل المياه من أسفل إلى أعلى البرج وكذلك خطوط غسيل المياه.
- الدور الثاني: على ارتفاع 42 متراً نجد دور المعدات ويشمل على أجهزة التكييف الخاصة بتكييف صالة الاستقبال الرئيسية وكذلك مصاعد البرج، كذلك تحتوي على أجهزة التهوية، ومكاتب الفنيين للصيانة الوقائية، وبوفية خاص بالموظفين والمهندسين، وكنترول مراقبة مستوى المياه بالخزان والضغوط من قبل المشغلين بمحطة تنقية مياه الشرب ببريدة الذين يتولون مسئولية مراقبة الضغوط بين المحطة والبرج وشبكات المدينة وكذلك يوجد مستودع صغير لقطع الغيار الخاصة بالصيانة الوقائية.
- الدور الثالث: على ارتفاع 46 متراً صالة الاستقبال الرئيسية بمساحة 1000 مترا تأخذ الشكل الدائري الكامل للبرج وتحتوي على مطابخ، ومخازن للاثاث ومكيفة تكييفاً مركزياً ويمكن أن تستخدم كمطعم أو استراحة ومغطاة بزجاج عازل يمكن رؤية المدينة من خلاله بكل وضوح.[2]
- الدور الرابع: على ارتفاع 52 متراً المطل أو قاعة المساعدة العلياء بمساحة 1200 متر يوجد بها اربع نوافير مياه ملونه تعلوها قبة محمولة على اثنين وعشرين عمود ومكشوفة تسمح بالرؤية من جميع الاتجاهات. [3]

كما يوجد أسفل البرج مجموعة مبان مساندة ومواقف سيارات مظللة ومكشوفة تتسع لحوالي مائتي سيارة لكبار الزوار وبحيرات مياه عاكسة، وثلاث أبراج صغيرة بداخلها أنوار كاشفة ترسل أشعة عمودية من الضوء نحو السماء. ويوجد خارج البرج من أعلى صندوق دوار يزن 500 كجم يشغل ذاتياً لنظافة الكرة ويتحرك إلى أعلى وأسفل وإلى اليمين واليسار ويعطي مع البرج منظراً على شكل الكرة الأرضية .